# وابتک کورپوریشن
وابتک کورپوریشن (به انگلیسی: Wabtec Corporation) یک ابرشرکت آمریکایی است که با ادغام وابکو و شرکت صنایع موتیو پاور در سال ۱۹۹۹ تشکیل شد. دفتر مرکزی آن در حومه شهر پیتسبرگ واقع در ایالت پنسیلوانیا مستقر است. وابتک محصولاتی را برای لوکوموتیو، خودروهای ریلی و وسایل ترابری مسافر تولید می‌کند و لوکوموتیوهای جدیدی را با ظرفیت ۴٬۰۰۰ اسب بخار (۳ مگاوات) تولید کرده‌است.
این شرکت با جی‌ای ترنسپورتیشن در تاریخ ۲۵ فوریه سال ۲۰۱۹ ادغام شد و یک رهبر جهانی برای تولید تجهیزات و خدمات ریلی را ایجاد کرد.